# Bell YAH-63
Bell Model 409/YAH-63 був експериментальним ударним вертольотом для програми Advanced Attack Helicopter. Вертоліт Hughes Model 77/YAH-64, який пізніше випускався під назвою AH-64 Apache, було обрано переможцем.

## Проектування і розробка
Протягом середини 1960-х армія США запустила програму Системи провідної повітряної вогневої підтримки (СППВП) для розробки Lockheed AH-56 Cheyenne як протитанкового ганшипа. Армія США обрала AH-1G HueyCobra як проміжний тип для «боїв у джунглях». Проте, армія також повинна була захищати Західну Європу від танкових атак з боку країн Варшавського договору.
У 1972 провели випробування між Bell 309 KingCobra, Lockheed Cheyenne і Sikorsky S-67. Льотні випробування розпочалися навесні 1972 і були закінчені у липні. У вересні того ж року армія відмовилася від усіх трьох вертольотів.
Проблеми затримали розробку AH-56 Cheyenne. Армія скасувала програму Cheyenne у вересні 1972. Спори з приводу ролі вертольота Cheyenne у бою і політичний клімат відносно виконання військових програм змусило армію змінити вимоги до ударного вертольота на користь більш простого і живучого вертольота.

### Сучасний ударний вертоліт
Армія шукала літальний апарат для використання у ролі ударного протитанкового вертольота. Армія бажала мати вертоліт кращий за AH-1 Cobra за вогневою потужністю, продуктивністю і дальністю. Він повинен був бути маневреним на бриючому польоті. Для цього армія США видала запит на пропозиції на Сучасний ударний вертоліт (СУВ) у 1972.
Армія визначила, що СУВ повинен мати два турбовальних двигуна General Electric T700 потужністю 1500 к.с. (1120 кВт) кожний. T700 був такою ж силовою установкою яку армія обрала для вантажопасажирського вертольоту UH-60 Black Hawk. СУВ повинен був мати на озброєнні 30 мм гармату і 16 ПТКР TOW. Пізніше специфікація на ракетне озброєння була перероблена на альтернативне оснащення 16 ПТКР з лазерним наведенням AGM-114 Hellfire. У той час Hellfire знаходилася у розробці і обіцяла більшу дальність та краще ураження за TOW.
Bell, Boeing-Vertol (разом з Grumman), Hughes, Lockheed і Sikorsky взяли участь у програмі. У червні 1973 Bell і Hughes було обрано фіналістами і кожна з компаній отримала контракт на створення двох прототипів.
Пропозиція Bell, Model 409 (YAH-63), була аж ні як не «черговою варіацією конструкції Cobra» хоча і використовував технології Cobra. Хоча машина і мала типові для тогочасних ударних вертольотів риси, акулоподібний фюзеляж, тандемне розташування екіпажу і короткі крила для озброєння, YAH-63 був загалом новою машиною.
Характерними відмінностями були триопорне колісне шасі, пласкі віконні пластини кабіни, незвичайний хвіст-«трійник», великий нижній кіль і триствольну гармату General Electric XM-188 калібру 30 мм (1,18 дюйм). Щоглу гвинта у YAH-63 можна було опускати, а висота шасі могла зменшуватися для легшого транспортування. Ще однією визначною рисою було розташування пілоту у передній частині кабіни, на відміну від AH-1. Вважалося, що таким чином простіше керувати вертольотом YAH-63 який призначався для польотів на бриючому і пілоту потрібен кращий огляд.
Перший прототип YAH-63 (с/н 73-22246) вперше піднявся у повітря 1 жовтня 1975. Цей вертоліт розбився у червні 1976, але прототип для статичних тестів було доведено до льотного стандарту і, разом з другим прототипом (73-22247), брали участь у польотних тестах разом з вертольотом від Hughes, Model 77 (YAH-64).
Hughes YAH-64 було обрано у грудні 1976 з якого було побудовано серійну версію AH-64 Apache. Армія вважала, що дволопатевий гвинт YAH-63 більш вразливий ніж чотирилопатевий гвинт вертольота Apache. До того ж армії не сподобалася триопорна схема шасі YAH-63, вважаючи, що вони менш стабільне ніж хвостове шасі Apache. Деякі спостерігачі підозрювали, що армія не бажала відмовляти Bell від виробництва AH-1. Bell використала досвід використання двигуна T700 у розробці AH-1T+ і пізніше у AH-1W.

## Оператори
- Армія США

## Льотно-технічні характеристики (YAH-63)
Джерело: International Directory of Military Aircraft, 2002-2003
Основні характеристики
- Екіпаж: 2
- Довжина: 13,6 м
- Висота: 4,1 м
- Діаметр несучого гвинта: 14,6 м

- Площа обертання несучого гвинта: 168,1 м²
- Маса порожнього: 2993 кг
- Максимальна злітна маса: 4500 кг
- Силова установка: 2 × турбовальний General Electric T700  1680 кс ( 1300 кВт)

Льотні характеристики
- Практична дальність: 587 км
- Швидкопідйомність: 8,2 м/с

Озброєння
- Стрілецько-гарматне: триствольна гармата Гатлінга XM188 калібру 30 мм
- Керовані ракети: ПТКР TOW: 4 або 8 ракет у дворакетних ПУ
- Некеровані ракети: 2.75 in (70 mm) НАР: 14 ракет у M ПУ